# Зеленовка (Татарстан)
Зеленовка (тат. Зеленовка) — село в Тетюшском районе Республики Татарстан России. Входит в состав Нармонского сельского поселения.

## География
Село находится в юго-западной части Татарстана, в зоне хвойно-широколиственных лесов, в пределах восточной окраины Приволжской возвышенности, на правом берегу реки Улёмы, к северу от автодороги 16К-0622, на расстоянии примерно 4 километров (по прямой) к северо-западу от города Тетюши, административного центра района. Абсолютная высота — 97 метров над уровнем моря.

### Климат
Климат характеризуются как умеренно континентальный, с умеренно холодной продолжительной зимой и относительно жарким летом. Среднегодовая температура воздуха составляет 2,9 °С. Средняя температура воздуха самого холодного месяца (января) — −13,5 °C (абсолютный минимум — −36 °C); самого тёплого месяца (июля) — 19,4 °C (абсолютный максимум — 44 °C). Безморозный период длится 136 дней. Среднегодовое количество атмосферных осадков составляет 486 мм, из которых около 326 мм выпадает в период с апреля по октябрь.

### Часовой пояс
Село Зеленовка, как и весь Татарстан, находится в часовой зоне МСК (московское время). Смещение применяемого времени относительно UTC составляет +3:00.

## История
Известно с 1678 года. До отмены крепостного права жители относились к категории помещичьих крестьян. В начале XX века действовали церковно-приходская школа, две мелочные лавки, одна водяная и три ветряные мельницы.

## Население
Население села Зеленовка в 2012 году составляло 107 человек.
| 1859 | 1908 | 1920 | 1926 | 1938 | 1949 | 1958 | 1970 | 1979 | 1989 | 2002 | 2012 |
| ---- | ---- | ---- | ---- | ---- | ---- | ---- | ---- | ---- | ---- | ---- | ---- |
| 409  | 812  | 816  | 762  | 871  | 522  | 440  | 253  | 200  | 130  | 107  | 107  |

### Национальный состав
Согласно результатам переписи 2002 года, в национальной структуре населения русские составляли 91 %.